# Live! Olivia in Concert
A Live! Olivia in Concert Olivia Newton-John 1982 októberében Utahban tartott koncertjei alapján kiadott videókazetta majd DVD.

## A koncert ismertetése
1981-ben kiadott Physical című lemezével Olivia feljutott pályája csúcsára. Az album sikerére alapozva 1982 őszén több mint hatvan koncertből álló körútra indult. Az 1982. október 12-én és 13-án a Utah állambeli Ogden városában a Weber State University aulájában tartott koncertjei alapján a HBO csatornán tévéműsor, valamint attól némileg eltérő VHS, majd DVD kiadás is készült. A korban szokásos módon a koncerteket minden különösebb látványelem, díszletek, tánckar nélkül tartották. Olivia egyetlen melléfogott hang nélkül, teljesen élő énekkel tartotta az esteket. A koncertek bevezetője egy néhány perces zenekari egyveleg volt Olivia legismertebb dalaiból, mialatt kivetítőn életének fontosabb állomásait mutatták be. Olivia négy különféle ruhát viselt a koncertek alatt, utolsónak sportruhában egy fergeteges ugrókötél-gyakorlatot is bemutatott a Physical dalra. A koncerteket az I Honestly Love You dal zárta. A koncert Olivia in Concert és Live! címmel, négy különféle borítóval került kiadásra.

## A VHS és DVD dalai
- Intro (Zenekari és vetített képes bevezető, egyes kiadásokon a DVD végén, extraként)
- Deeper Than The Night
- Let Me Be There
- Please Mister Please
- If You Love Me, Let Me Know
- Jolene
- Sam
- Xanadu
- Magic
- Suddenly
- A Little More Love
- Silvery Rain
- Falling
- Heart Attack
- Make A Move On Me
- Hopelessly Devoted To You
- You're The One That I Want
- Physical
- I Honestly Love You

## Kiadások
- MCA 55124 (USA) Olivia in Concert címmel
- Embassy 1241 (UK, Beta video) Olivia Newton-John Live! címmel
- Channel 5 Video CFV 00522 1986-os újrakiadás
- Koreai DVD kiadás, a zenekari bevezető és fotóbemutató a lemez végén, extraként található